# Francisco Gurgel de Oliveira
Francisco Gurgel de Oliveira (7 de setembro de 1834 — 7 de janeiro de 1910) foi latifundiário e político brasileiro, tendo servido como governador do Estado do Rio Grande do Norte de 6 de agosto a 9 de setembro de 1891.

## Biografia
Nasceu em Caraúbas, Rio Grande do Norte, filho do segundo matrimônio de Antônio Francisco de Oliveira, tenente-coronel da Guarda Nacional, com Quitéria Ferreira de São Luís. Dona Quitéria, como era conhecida, era natural de Aracati, Ceará, filha do Major José Gurgel do Amaral Filho e de Quitéria Ferreira de Barros, e foi fiel ativa da Igreja Católica em Caraúbas. Foi ela quem promoveu a criação da Paróquia de São Sebastião, situada em Caraúbas, além de promover a transformação da capela em igreja matriz.
O início da carreira política de Gurgel deveu-se em grande parte ao apoio de sua família, especificamente, de seu cunhado Luís Gonzaga de Brito Guerra, futuro Barão de Assu, casado com sua meia-irmã Maria Mafalda de Oliveira, filha do primeiro casamento de Antônio Francisco com Mafalda Gomes de Freitas. Cunhado este que veio ser seu sogro: em 24 de outubro de 1866, Gurgel casou-se com Maria dos Anjos de Brito Guerra (1849 - 1878), de quinze anos, filha de Gonzaga e Mafalda, e, portanto, sua própria sobrinha. Era costume entre as famílias abastadas do meio rural brasileiro o casamento consanguíneo com o intuito de manter o patrimônio familiar.
Em 1877, Gurgel tornou-se intendente municipal, i.e., prefeito de Mossoró, e permaneceu neste cargo até 1880, e, em 1878, foi designado chefe do Partido Conservador local pelo fundador do partido na província, o padre Antônio Joaquim Rodrigues. Foi também sócio fundador da Sociedade Liberadora Mossoroense, organização a favor da abolição da escravatura, em 6 de janeiro de 1883.
No regime republicano, formou junto com Brito Guerra oposição a Pedro Velho de Albuquerque Maranhão. Gurgel teve grande influência na eleição do Congresso Constituinte Estadual, em 1891, convocado por Amintas Barros, elegendo vários deputados entre seus liberados, especialmente, Filipe Néri de Brito Guerra, seu cunhado. Ele próprio foi eleito segundo vice-governador, ao lado de Miguel Joaquim de Almeida Castro, eleito titular, e José Inácio Fernandes de Barros, primeiro vice, o qual assumiu o poder em nome de Castro, que se encontrava no Rio de Janeiro cumprindo mandato como deputado federal.
Barros, todavia, passou a sofrer pressão para reorganizar o Poder Judiciário de forma a beneficiar interesses contrários aos de seus aliados, motivo pelo qual renunciou, deixando a vaga para Gurgel. Este, ao assumir o governo, organizou a magistratura estadual nomeando uma série de correligionários juízes de direito e outros, desembargadores, lotados num tribunal que organizara de forma informal, o Tribunal Superior da Relação do Rio Grande do Norte. Ao deparar-se com tal situação chegando a Natal, o governador eleito Miguel Castro, tão logo tomou posse, declarou sem efeito as nomeações de Gurgel, que passou a ser seu adversário.
O governo de Deodoro da Fonseca estava em crise e, em 23 de novembro de 1891, o episódio conhecido como Revolta da Armada, obrigou o presidente a renunciar, passando o poder ao vice, Floriano Peixoto, o qual, entre as várias medidas que tomou, afastou todos os governadores que haviam apoiado o golpe de estado de Deodoro, entre os quais, Miguel Castro. Em Natal, Pedro Velho e José Bernardo de Medeiros, à frente das forças militares, promoveram a derrubada de Miguel Castro, que foi preso e, em seguida, deportado para Fortaleza. O estado passou a ser governado por uma junta que dissolveu o congresso estadual e convocou novas eleições para uma constituinte. Entre os eleitos, estavam o irmão e o cunhado de Francisco Gurgel, o qual foi eleito vice, e Pedro Velho, governador.
A coligação que derrubou Miguel Castro chegou ao fim com a desunião entre seus dois líderes maiores, José Bernardo e Pedro Velho, em razão da vaga deixada pelo último como deputado federal. José Bernardo reivindicou-a a favor de Janúncio da Nóbrega Filho, enquanto que Pedro Velho deu apoio ao seu irmão, Augusto Severo de Albuquerque Maranhão. Gurgel aliou-se aos irmãos Albuquerque, usando de sua influência para conseguir-lhes votos na região de Mossoró. Augusto Severo venceu as eleições, mas teve sua nomeação anulada por Medeiros, que tinha o apoio do presidente Floriano Peixoto. Em situação desfavorável, Pedro Velho conseguiu manter-se no poder, e o auxílio de Gurgel durante este momento foi-lhe essencial. Por conta disso, seu nome foi cotado para suceder Pedro Velho, mas Gurgel preferiu ser indicado à Câmara dos Deputados, eleito em 1894 e, novamente, em 1896.
Em 1897, durante a cisão do Partido Republicano Federal, Gurgel, a exemplo de toda a bancada potiguar, seguiu Pedro Velho e passou a fazer parte da oposição ao governo liderada por Francisco Glicério de Cerqueira Leite, até 5 de novembro daquele ano, quando do atentado contra à vida do presidente Prudente de Morais, no qual Pedro Velho foi um dos implicados. Gurgel voltou a apoiar o governo. Velho, sentindo-se traído, passou a persegui-lo, ainda mais que, tendo se reaproximado de José Bernardo por conta de suas posturas em comum no plano federal, o apoio de Gurgel tornou-se dispensável. Os aliados mais próximos de Gurgel, Filipe Guerra e João Gurgel de Oliveira, seu irmão, foram aposentados pelo governador Joaquim Ferreira Chaves, em 1898.
Gurgel ainda tentou reeleger-se deputado federal em 1899, pela oposição, porém foi derrotado pelos aliados de Pedro Velho. Os novos desafios políticos, agravados pela política dos governadores iniciada no governo Campos Sales, pesaram na decisão de Gurgel em afastar-se permanentemente da política, recolhendo-se à sua fazenda São Sebastião, em Mossoró, onde viveu seus últimos dias. Faleceu aos 76 anos. Sua primeira esposa, a sobrinha Maria dos Anjos, falecera com apenas 29 anos, quando Gurgel ainda era intendente de Mossoró. Em 9 de outubro de 1880, casou-se pela segunda vez com a meia-irmã de Maria dos Anjos, Apolônia Ferreira da Nóbrega (1866 - 1909), filha de Brito Guerra e de sua segunda esposa, Josefina Agustina da Nóbrega, da qual também enviuvou. Ambos casamentos deram-lhe filhos: três do primeiro e sete do segundo.